# الخطوط الجوية المتحدة الرحلة 608
طائرة دوغلاس دي سي-6 التابعة لخطوط يونايتد الجوية رحلة رقم 608 رقم تسجيلها هو (NC37510) القادمة من لوس أنجلوس إلى شيكاغو عندما اصطدمت الساعة 12:29 مساء يوم 24 أكتوبر من عام 1947 حوالي 1.5 ميل جنوب شرق من مطار بريس كانيون بولاية يوتاه، مودية بحياة 47 راكب كانوا على متنها بالإضافة إلى 5 من أفراد الطاقم.

## تسلسل الحادث
أقلعت طائرة الرحلة رقم 608 من مطار لوس انجلس بكاليفورنيا الساعة 10:23 صباحا برحلة عادية إلى شيكاغو. بالساعة 12:21 ظهرا أرسل كابتن الرحلة رسالة مفادها أن هناك حريقا بمخزن الأمتعة ولايمكن السيطرة عليها، حيث أن الدخان قد دخل كابينة الركاب، فطلب إعطاءه الترخيص للهبوط الاضطراري بمطار بريس كانيون وقد سمح له بالفور.
وخلال نزول الطائرة فإن أجزاء منها، ومن ضمنها قطع من الجناح الأيمن قد بدأت بالتهاوي من الطائرة، واشتعلت بها النيران. بالساعة 12:27 ظهرا قال الطيار بآخر مكالمة مع الأرض: «قد نستطيع أن نهبط على المدرج». بأقوال بعض الشهود حددوا أن الطائرة مرت فوق اخدود كانيون بحوالي 1500 ياردة بعيدة عن مهبط الطائرات، بحيث أن الرياح من الوادي تهبط للأسفل ساحبة الطائرة معها فتسبب بشبه شلل للطائرة.
شهود عيان لاحظوا عند الهبوط الاضطراري، فإن الركاب بدؤا برمي الأغراض من باب الطائرة في محاولة لتخفيف الحمولة عند هبوطها بالوادي. الطائرة اصطدمت بمحمية وطنية وقد مات جميع من كان بها وعددهم 52 بمن فيهم الطاقم.

## سبب الحادث
بعد هذا الحادث بثلاث أسابيع، بتاريخ 11 نوفمبر 1947، تم حصول حادث خلال الطيران مشابه لسابقه وبطائرة شبيهة وهي دي سي 6 مدنية. وبنفس الظروف حيث احترقت بالجو، ولكن الطائرة وهي تابعة لأميركان إير لاينز استطاعت النجاة والهبوط الاضطراري بمطار غالوب بنيو مكسيكو، وخرج جميع من كان بالطائرة وعددهم 25 راكب وقد تم اطفاء الحريق بالطائرة، فاستطاع المفتشون أن يفحصوا الطائرة ودراستها وليس كسابقتها حيث كانت مهشمة تماما ولم يستطيعوا العثور على ادلة.
تم بالنهاية الوصول لسبب الحادث لكلا الطائرتين وهما طائرة وادي كانيون وطائرة مطار غالوب. حيث تم التوصل إلى خلل بالتصميم وهو الذي سبب تلك الحوادث، ذلك أن انبوب التدفئة للكابينة كان قريبا جدا من مجرى الهواء للخزان الثالث. فإذا الطيار جعل الخزان يعبأ خلال التحويلة الاعتيادية ما بين خزانات الأجنحة، فإن هناك عدة جالونات من الوقود الزائد سيمتصه نظام التدفئة للكابينة مما يسبب باشتعاله. وهذا ماحصل مع طائرة اليونايتد مما اسقطها بالوادي وخرب بشكل كبير طائرة أميركان ايرلاينز.
وجد هيئة الطيران المدني بحادثة بريس كانيون بأنالأسباب كانت كالتالي: خطأ بالتصميم وعدم إلمام أو تدريب كاف للطاقم الطائر حول خطورة ذلك، وأيضا عدم استطاعة الطقم من وقف تحويل الوقود من خزان لآخر قبل امتلاء الخزان.
وقد أدى هذان الحادثان إلى إيقاف جميع طائرات الدي سي 6 مؤقتا، حتى يتم عمل التعديلات اللازمة لنظامي لخزان الوقود وانبوب التدفئة لمنع أي حوادث مشابهة مستقبلا.

## نقاط مهمة
الإجراءات التي وضعت نتيجة لذلك الحادث جعل الاصطدام مهم تاريخيا. بحيث يجب أن يعاد بناء الطائرة من حطامها لتحديد أسباب الحادث وهذه أول مرة تحصل مثل ذلك الإجراء والذي صار شيء أساسي.
فالحطام قطر عبر شاحنات إلى المصنع الرئيسي وهي شركة دوغلاس لصناعة الطائرات في كاليفورنيا حيث أعيد بنائها للفحص.
بعد ذلك تم تعديل جميع اسطول الدي سي 6 وعددهم 80 طائرة بمن فيهم طائرة الرئيس. رحلة اليونايتد رقم 608 تستخدم لخط شيكاغو - واشنطن العاصمة.